# أنجوس دالغليش
أنجوس جورج دالغليش (بالإنجليزية: Angus Dalgleish)‏ (ولد في مايو 1950)  هو أستاذ في علم الأورام في جامعة سانت جورج بلندن، اشتهر بإسهاماته في أبحاث فيروس نقص المناعة البشرية الإيدز. رشح دالغليش في عام 2015 لعضوية البرلمان عن حزب استقلال المملكة المتحدة.

## التعليم
ولد أنجوس جورج دالغليش في مايو 1950 في هارو ، لندن.  تلقى تعليمه الأولي في مدرسة مقاطعة هارو للبنين ، حصل دالغليش على بكالوريوس في الطب وبكالوريوس في الجراحة من كلية لندن الجامعية وبكالوريوس في علم التشريح.

## أعماله ومناصبه
انضم دالغليش إلى خدمة الطبيب الطائر الملكي في ماونت ايسا ، كوينزلاند ، ثم تقدم من خلال المناصب في مستشفيات مختلفة في بريسبان ، أستراليا ، قبل الانتقال إلى معهد لودويغ لأبحاث السرطان في سيدني .
بعد الانتهاء من تدريبه، عاد دالغليش إلى العمل في المملكة المتحدة عام 1984 في معهد أبحاث السرطان ، حيث ساعد في تحديد CD4 كمستقبل خلوي رئيسي لفيروس نقص المناعة البشرية.
في عام 1986 ، تم تعيينه في منصب استشاري في مستشفى نورثويك بارك ، وفي عام 1991 أصبح أستاذًا مؤسسًا لعلم الأورام في جامعة سانت جورج ، جامعة لندن ، وفي عام 1994 تم تعيينه أستاذًا زائرًا في معهد أبحاث السرطان في لندن.
في عام 1997 ، أسس Onyvax Ltd. ، شركة التكنولوجيا الحيوية الممولة من القطاع الخاص لتطوير لقاحات السرطان ، حيث شغل منصب مدير الأبحاث. تم حل الشركة في عام 2013 بعد تقديم طلب الإعسار في عام 2008.  وهو أيضًا عضو في المجلس الطبي في شركة Bionor Pharma.

## الترشيح للبرلمان 2015
دالغليش هو عضو في حزب استقلال المملكة المتحدة ، وقد وقف كمرشح في ساتون وشيم ، خلال الانتخابات العامة للمملكة المتحدة لعام 2015 التي احتلت المركز الرابع بنسبة 10.7٪ من الأصوات. على عكس العديد من زملائه في المجتمع العلمي ، قام بحملة Leave.EU لمغادرة الاتحاد الأوروبي وظهر في برنامج بي بي سي راديو 4 اليوم يعرض حالة بريكست.
دالغليش هو متشكك في الاتحاد الأوروبي و قام بحملة Leave.EU و بريكست  أثناء انسحاب المملكة المتحدة من الاتحاد الأوروبي كعضو في حزب استقلال المملكة المتحدة  وهو مؤيد لمجموعة Leave Means Leave، وهي مجموعة ضغط متشككة في أوروبا.

## الجوائز والتكريم
تم انتخاب دالغليش زميلا لأكاديمية العلوم الطبية في عام 2001  وهو أيضًا زميل الكلية الملكية للأطباء و زميل الكلية الملكية لعلماء الأمراض وزميل الكلية الملكية الأسترالية للأطباء. خلال انتخابه لزمالة أكاديمية العلوم الطبية ألقيت كلمة عنه وجاء فيها: " البروفيسور أنجوس دالغليش أستاذ علم الأورام بكلية طب مستشفى سانت جورج بلندن. لقد قام بملاحظات مهمة تتعلق بعلم الفيروسات من فيروس نقص المناعة البشرية.
على وجه الخصوص ، حدد كتلة التمايز 4 باعتباره مستقبلا رئيسيا لفيروس نقص المناعة البشرية في البشر ، وأصدر التقرير الأول عن وجود صلة بين مرض النحافة في أفريقيا وعدوى فيروس نقص المناعة البشرية.
كما حدد العلاقة الوثيقة بين الاستجابة المناعية ووجود خزل تشنجي استوائي في المرضى المصابين بفيروس تي الليمفاوي البشري" .